# صانع النجوم (فلم)
صانع النجوم هو فيلم دراما مصري من إخراج محمد راضي وبطولة محمود ياسين، سهير رمزي، سعيد صالح، السيد راضي ومنى جبر.

## نبذة
تحضر النجمة الشهيرة سهام عرضًا مسرحيًا، حيث تقابل الممثل سعيد، ويقعا في الحب ويتزوجا، وتدفعه سهام إلى عالم السينما كي يكون نجمًا شهيرًا، وبعد تعرضه لإحدى المشكلات في العمل، يختفي في إحدى القرى، بينما يترك سيارته تسقط في النيل، ليظن الجميع أنه مات، وتتصاعد الأحداث.

## وصلات خارجية
- مقالات تستعمل روابط فنية بلا صلة مع ويكي بيانات